# Équipe du Luxembourg des moins de 17 ans de football
Maillots
L'équipe du Luxembourg de football des moins de 17 ans est constituée par une sélection de joueurs luxembourgeois de moins de 17 ans sous l'égide de la Fédération du Luxembourg de football.

## Parcours

### Parcours en Championnat d'Europe
| - 1982 : Non qualifié - 1984 : Non qualifié - 1985 : Non qualifié - 1986 : Non qualifié - 1987 : Non qualifié - 1988 : Non qualifié - 1989 : Non qualifié - 1990 : Non qualifié - 1991 : Non qualifié - 1992 : Non qualifié - 1993 : Non qualifié - 1994 : Non qualifié - 1995 : Non qualifié - 1996 : Non qualifié - 1997 : Non qualifié - 1998 : Non qualifié - 1999 : Non qualifié - 2000 : Non qualifié - 2001 : Non qualifié - 2002 : Non qualifié - 2003 : Non qualifié - 2004 : Non qualifié |  | - 2005 : Non qualifié - 2006 : 1er tour - 2007 : Non qualifié - 2008 : Non qualifié - 2009 : Non qualifié - 2010 : Non qualifié - 2011 : Non qualifié - 2012 : Non qualifié - 2013 : Non qualifié - 2014 : Non qualifié - 2015 : Non qualifié - 2016 : Non qualifié - 2017 : Non qualifié - 2018 : Non qualifié - 2019 : Non qualifié - 2020 - 2021 : Éditions annulées - 2022 : 1er tour - 2023 : Non qualifié - 2024 : Non qualifié |

### Parcours en Coupe du monde
| - 1985 : Non qualifié - 1987 : Non qualifié - 1989 : Non qualifié - 1991 : Non qualifié - 1993 : Non qualifié - 1995 : Non qualifié - 1997 : Non qualifié - 1999 : Non qualifié - 2001 : Non qualifié - 2003 : Non qualifié |  | - 2005 : Non qualifié - 2007 : Non qualifié - 2009 : Non qualifié - 2011 : Non qualifié - 2013 : Non qualifié - 2015 : Non qualifié - 2017 : Non qualifié - 2019 : Non qualifié - 2023 : Non qualifié |